# ジェシー (スター・ウォーズ)
CT-5597 "ジェシー"（Jesse）は、『スター・ウォーズ/クローン・ウォーズ』の銀河共和国における共和国グランド・アーミーに所属するエリート兵「ARCトルーパー」（アドバンスト・レコン・コマンドー）である。

## 概要
ジェダイ将軍アナキン・スカイウォーカーやコマンダー・アソーカ・タノ、キャプテン・レックスの指揮下にある第501軍団（第501大隊）に所属し、数々の任務に参加した。
ジェシーはヘルメット中央に共和国グランド・アーミーのエンブレムをペイントしていることで知られる。

## アニメーション
新三部作/プリクエル・トリロジーに関連するアニメーションシリーズでは、声優のディー・ブラッドリー・ベイカーが全てのクローン・トルーパーの声を務めている。日本語吹替版においては、クローン・トルーパーに関わる全作品を金田明夫が担当した。